# Viliami Fihaki
Pas d'image ? Cliquez ici

a Compétitions nationales et continentales officielles uniquement.

b Matchs officiels uniquement.
Dernière mise à jour le 9 juillet 2022.
Viliami Fihaki, né le 17 janvier 1987 à Nuku'alofa (Tonga), est un joueur de rugby à XV international tongien évoluant aux postes de troisième ligne centre ou troisième ligne aile. Il est sans club depuis son départ du club écossais d'Édimbourg en juin 2017. Il mesure 1,95 m pour 107 kg.

## Carrière

### En club
Viliami Fihaki commence sa carrière en Nouvelle-Zélande, avec le club amateur de Patumahoe,. Il rejoint ensuite la province des Counties Manukau en National Provincial Championship (NPC) en 2008,. Il joue avec cette équipe pendant quatre saisons avant de rejoindre North Harbour en 2012 pour deux saisons,. À côté de sa carrière en NPC, il représente l'équipe Development (espoir) de la franchise des Chiefs en 2010 et 2011, puis celle des Blues en 2012,. 
En novembre 2013, il rejoint les Sale Sharks dans le championnat anglais pour un contrat de trois saisons. Il ne sera que peu utilisé lors de son passage dans ce club, n'apparaissant que sur 23 feuilles de matchs en trois saisons.
Non conservé à Sale en juin 2016, il rejoint pour deux saisons le club écossais d'Édimbourg Rugby qui évolue en Pro12,. Quand il n'est pas aligné avec Édimbourg, il joue avec le club amateur du Watsonian FC en Scottish Premiership. En juin 2017, après une saison où il a peu joué avec Édimbourg (8 matchs, dont 4 titularisations), il est libéré de sa dernière année de contrat et quitte le club.

### En équipe nationale
Viliami Fihaki obtient sa première cape internationale avec l'équipe des Tonga le 25 mai 2013 à l’occasion d'un match contre l'équipe du Japon.

## Palmarès
Néant

## Statistiques
- 8 sélections avec les Tonga entre 2013 et 2015[2].
- 10 points (2 essais).